# André Suréda
André Suréda, né le 5 juin 1872 à Versailles, et mort dans la même ville le 7 janvier 1930, est un peintre, dessinateur, graveur et illustrateur français.

## Biographie

Bartolomé Sureda y Miserol, arrière-grand-père d'André Suréda peint par Goya vers 1804.

André Suréda est issu d'une famille noble espagnole. Ses arrière-grands-parents, don Bartolomé Suréda y Miserol et sa femme Teresa, furent peints par Goya en 1805. Il suit des études au lycée Henri-IV à Paris, puis à l'École des beaux-arts de Paris. Il est boursier en 1904. Dès 1910, son art devient exclusivement orientaliste.
De 1902 à 1925, il expose régulièrement au Salon de la Société nationale des beaux-arts et aux expositions coloniales de 1906 et 1922. Il voyage souvent en Afrique du Nord où il rencontre le sculpteur Georges Hilbert. Il est présent à l'Exposition internationale de New York en 1927. En 1929, il illustre L'An prochain à Jérusalem et Au soleil de Guy de Maupassant pour le compte de Jean et Jérôme Tharaud.
Il meurt le 7 janvier 1930 en son domicile au no 10 rue d'Anjou à Versailles.
Certaines de ses œuvres sont conservées au musée Lambinet à Versailles, au musée Rolin d'Autun, au musée Ahmed Zabana d'Oran, au département des Estampes et de la Photographie de la Bibliothèque nationale de France à Paris.
Certaines de ses œuvres conservées au Musée du Quai Branly - Jacques-Chirac à Paris ont été exposées en 2018 dans le cadre de la grande exposition 'Peintures des lointains'.
Il est considéré comme un orientaliste réaliste et eut, fait rare, la possibilité de peindre l'intimité des femmes et des communautés religieuses d'Afrique du Nord du Levant et de Palestine.

## Illustrations
- Jérôme et Jean Tharaud, Marrakech ou les seigneurs de l’Atlas, 53 illustrations, gravées par François-Louis Schmied, Lyon, Cercle lyonnais du livre, 1924, tirage à 152 exemplaires sur papier japon.
- Jérôme et Jean Tharaud, L'An prochain à Jérusalem, environ 35 illustrations, gravées par Georges Beltrand, Éditions Lapina & Fils à Paris, 1929, tirage à 400 exemplaires
- Maurice Barrès, Un jardin sur l'Oronte, 17 illustrations en couleurs, bandeaux, lettrines et ornements typographiques gravés sur bois par Robert Dill, P. Javal et Bourdeaux, 1927  — tirage à 490 exemplaires.
- Louis Bertrand, Nuits d’Alger, lithographies, Flammarion, 1929.

## Œuvres de l'artiste
En Algérie
- Oran, musée Ahmed Zabana ;

En France
- Paris, département des estampes et de la photographie de la Bibliothèque nationale de France

### Dessins et peintures
| Tableau | Titre                                                                | Date               | Dimensions     | Lieu de conservation                         | Notes                                                        |
| ------- | -------------------------------------------------------------------- | ------------------ | -------------- | -------------------------------------------- | ------------------------------------------------------------ |
|         | Au Pays basque : Sare (ou La petite maison sous la neige)            | entre 1890 et 1930 | 37,2 x 29,7 cm | Musée Rolin, Autun                           | Notice no 01610000801                                        |
|         | Berbère assise sur une terrasse                                      | entre 1890 et 1930 | 63,5 x 51 cm   | Musée Lambinet, Versailles                   | Notice no 04000001541                                        |
|         | Buste de vieillard de profil gauche                                  | entre 1890 et 1930 | 55 x 46,5 cm   | Musée Lambinet, Versailles                   | Notice no 04000001559                                        |
|         | Jeune femme admirant son enfant                                      | entre 1890 et 1930 | 42 x 59 cm     | Musée des Beaux-Arts, Narbonne               |                                                              |
|         | La Danse                                                             | entre 1890 et 1930 | 42 x 60 cm     | Musée des Beaux-Arts, Narbonne               | Fiche de l’œuvre                                             |
|         | Femme aux marguerites                                                | entre 1890 et 1930 | 64 x 50 cm     | Musée Lambinet, Versailles                   | Notice no 04000001556                                        |
|         | Femme juive aux yeux verts et turban bleu                            | entre 1890 et 1930 | 55 x 46,5 cm   | Musée Lambinet, Versailles                   | Notice no 04000001550                                        |
|         | Jeune femme admirant son enfant                                      | entre 1890 et 1930 | 42 x 59 cm     | Musée des Beaux-Arts, Narbonne               | Fiche de l’œuvre                                             |
|         | Jeune fille arabe au turban                                          | entre 1890 et 1930 | 41 x 33 cm     | Musée Lambinet, Versailles                   | Notice no 04000001562                                        |
|         | Juif, lavement des pieds à Jérusalem                                 | entre 1890 et 1930 | 44 x 77 cm     | Musée Lambinet, Versailles                   | Notice no 04000001577                                        |
|         | Juifs à la synagogue                                                 | entre 1890 et 1930 | 26,8 x 17,3 cm | Musée Lambinet, Versailles                   | Notice no 04000001568                                        |
|         | Juive assise sur une terrasse                                        | entre 1890 et 1930 | 64 x 48 cm     | Musée Lambinet, Versailles                   | Notice no 04000004643                                        |
|         | Paysage urbain                                                       | entre 1890 et 1930 | 54 x 78 cm     | Musée Lambinet, Versailles                   | Notice no 04000001547                                        |
|         | Rabbin juif                                                          | entre 1890 et 1930 | 41 x 32 cm     | Musée Lambinet, Versailles                   | Notice no 04000001565                                        |
|         | Rade d'Oran. Montagne Santa Cruz                                     | entre 1890 et 1930 | 27 x 35 cm     | Musée Lambinet, Versailles                   | Notice no 04000001571                                        |
|         | Campement d'un Caïd                                                  | entre 1900 et 1930 | 130 x 97 cm    | Musée d'Orsay, Paris (Dépôt) Musée du Louvre | Notice no 000PE002582                                        |
|         | Campement de caïds (Maroc)                                           | entre 1900 et 1930 | 60 x 46 cm     | Musée Lambinet, Versailles                   | Étude pour le tableau du musée d'Orsay Notice no 04000003419 |
|         | Le Cheval isabelle                                                   | entre 1900 et 1930 | 31,7 x 48,8 cm | Musée Rolin, Autun                           | Notice no 01610001255                                        |
|         | La Colline de Vézelay                                                | entre 1900 et 1930 | 55 x 71 cm     | Musée Rolin, Autun                           | Notice no 01610000486                                        |
|         | Le Jardin à Vézelay                                                  | entre 1900 et 1930 | 55,1 x 71,1 cm | Musée Rolin, Autun                           | Notice no 01610000487                                        |
|         | Les Musiciens tunisiens                                              | entre 1900 et 1930 | 48,8 x 65 cm   | Musée Rolin, Autun                           | Notice no 01610001228                                        |
|         | Paysage du Sahel tunisien                                            | entre 1900 et 1930 | 42,8 x 51,8 cm | Musée Rolin, Autun                           | Notice no 01610001229                                        |
|         | Portrait de femme dans un intérieur                                  | entre 1900 et 1930 | 50 x 65 cm     | Musée Rolin, Autun                           | Notice no 01610001273                                        |
|         | Les Remparts d'Aigues-Mortes                                         | entre 1900 et 1930 | 58,1 x 74,9 cm | Musée Rolin, Autun                           | Notice no 01610000496                                        |
|         | Sous les bananiers                                                   | entre 1900 et 1930 | 56,5 x 63,2 cm | Musée Rolin, Autun                           | Notice no 01610000492                                        |
|         | Sur les quais                                                        | entre 1900 et 1930 | 46,5 x 62,2 cm | Musée Rolin, Autun                           | Notice no 01610000825                                        |
|         | Musulmanes au cimetière d'El Kettar                                  | 1905               | 65 x 81 cm     | Musée des Beaux-Arts, Pau                    | Notice no 00980000078                                        |
|         | Paysage de Hollande                                                  | 1905               | 54 x 65 cm     | Musée Lambinet, Versailles                   | Notice no 04000001553                                        |
|         | La Tamise à Londres (peinture)                                       | 1905               | 62,1 x 47,1 cm | Musée Rolin, Autun                           | Notice no 01610000490                                        |
|         | Cathédrale de Marseille                                              | vers 1908          | 72,5 x 91,5 cm | Musée Lambinet, Versailles                   | Notice no 04000001574                                        |
|         | Andalouses à la fenêtre                                              | 1910               | 55 x 46 cm     | Musée Rolin, Autun                           | Notice no 01610001239                                        |
|         | La Joueuse de tambourin                                              | 1910               | 65,5 x 47,6 cm | Musée Rolin, Autun                           | Notice no 01610001232                                        |
|         | La Fête arabe dans la campagne de Tlemcen                            | entre 1910 et 1920 | ? cm           | Musée du Quai Branly, Paris                  |                                                              |
|         | Fillette d'Alger à l'orange                                          | 1911               | 65,3 x 49,6 cm | Musée Rolin, Autun                           | Notice no 01610001234                                        |
|         | La Rue du diable (fusain)                                            | 1911               | 50,1 x 32 cm   | Musée Rolin, Autun                           | Notice no 01610001241                                        |
|         | Le Cimetière juif                                                    | entre 1912 et 1918 | 191 x 231,5 cm | MUDO - Musée de l'Oise, Beauvais             | Notice no 000PE027309                                        |
|         | L'Avaleur de sabre                                                   | 1912               | 73 x 92 cm     | Musée Rolin, Autun                           | Notice no 01610001262                                        |
|         | Le Fakir marocain                                                    | 1912               | 65,3 x 49 cm   | Musée Rolin, Autun                           | Notice no 01610001253                                        |
|         | Femme arabe assise                                                   | 1912               | 64 x 49,5 cm   | Musée du Luxembourg, Paris                   | LUX.0.727 D                                                  |
|         | Femmes mauresques regardant la fête                                  | 1912               | 73 x 92 cm     | Musée Rolin, Autun                           | Notice no 01610001238                                        |
|         | Juives au cimetière                                                  | 1912               | 54,5 x 68,7 cm | Musée Rolin, Autun                           | Notice no 01610001249                                        |
|         | La vieille femme frileuse                                            | 1912-1913          | 46,5 x 60,2 cm | Musée Rolin, Autun                           | Notice no 01610001250                                        |
|         | L'Homme au turban mauve ou L'Homme efféminé                          | 1913               | 51,8 x 48 cm   | Musée Rolin, Autun                           | Notice no 01610001231                                        |
|         | Juive au cimetière                                                   | 1913               | 60,8 x 46,4 cm | Musée Rolin, Autun                           | Notice no 01610001230                                        |
|         | Lecture de psaumes à la petite synagogue                             | 1913               | 47,8 x 66,4 cm | Musée Rolin, Autun                           | Notice no 01610001242                                        |
|         | Une Fontaine à Tlemcen                                               | 1916               | ? cm           | ?                                            |                                                              |
|         | Maternité                                                            | 1916               | 62,1 x 48 cm   | Musée Rolin, Autun                           | Notice no 01610001233                                        |
|         | Portrait de jeune femme musulmane (soulevant son voile)              | 1916               | 65,2 x 49,3 cm | Musée Rolin, Autun                           | Notice no 01610001254                                        |
|         | La Promenade devant les remparts de Mansourah                        | 1916               | 72,7 x 91,9 cm | Musée Rolin, Autun                           | Notice no 01610001260                                        |
|         | Le Thé à la menthe (Face A recto)                                    | 1916               | 81,5 x 60,1 cm | Musée Rolin, Autun                           | Notice no 01610001259                                        |
|         | L'Aveugle au Maroc (ou Le Mendiant aveugle)                          | 1918               | 91 x 50 cm     | Musée Rolin, Autun                           | Notice no 01610001261                                        |
|         | Femmes en pèlerinage au marabout ou Le tombeau de la sultane         | 1919               | 65,7 x 48,3 cm | Musée Rolin, Autun                           | Notice no 01610001251                                        |
|         | L'Enterrement d'un rabbin à Fez                                      | 1919               | 46,2 x 60,6 cm | Musée Rolin, Autun                           | Notice no 01610001252                                        |
|         | Les Cadeaux de la mariée                                             | 1923               | 45,8 x 52 cm   | Musée Rolin, Autun                           | Notice no 01610001235                                        |
|         | Femme de Marrakech                                                   | avant 1923 ?       | 64 x 48,2 cm   | Musée du Luxembourg, Paris                   | LUX.0.728 P                                                  |
|         | Hady Thami Glaoui, pacha de Marrakech                                | avant 1923 ?       | 64 x 49,3 cm   | Musée du Luxembourg, Paris                   | LUX.0.726 D                                                  |
|         | Le Pavillon bleu                                                     | 1923               | 73 x 91,5 cm   | Musée Rolin, Autun                           | Notice no 01610001237                                        |
|         | Le Marchand de faïences                                              | 1924               | 81 x 100 cm    | Musée Rolin, Autun                           | Notice no 01610001236                                        |
|         | Chameaux dans l'oasis                                                | 1925               | 54 x 65,2 cm   | Musée Rolin, Autun                           | Notice no 01610001264                                        |
|         | Gazelles dans les bambous                                            | 1925               | 100 x 86 cm    | Musée Rolin, Autun                           | Notice no 01610001263                                        |
|         | Femme nue dans l'oasis, Djerba                                       | 1925               | 73 x 92,2 cm   | Musée Rolin, Autun                           | Notice no 01610001266                                        |
|         | L'Oasis, Djerba                                                      | 1925               | 73 x 92 cm     | Musée Rolin, Autun                           | Notice no 01610001267                                        |
|         | Les Flamants roses                                                   | 1925               | 92 x 72,7 cm   | Musée Rolin, Autun                           | Notice no 01610001265                                        |
|         | La Cour de la mosquée d'Omar à Jérusalem                             | 1926               | 65,2 x 54 cm   | Musée Rolin, Autun                           | Notice no 01610001258                                        |
|         | Les Derviches turcs tournant                                         | 1926               | 81 x 130 cm    | Musée Rolin, Autun                           | Notice no 01610001268                                        |
|         | Le Feu sacré                                                         | 1926               | 62,3 x 47 cm   | Musée Rolin, Autun                           | Notice no 01610001256                                        |
|         | L'Île de Djerba                                                      | vers 1926          | ? cm           | Musée du Quai Branly, Paris                  |                                                              |
|         | Procession arménienne (durant la cérémonie du Feu sacré à Jérusalem) | 1929               | 65 x 54,3 cm   | Musée Rolin, Autun                           | Notice no 01610001257                                        |

### Gravures
| Tableau | Titre                                                | Date               | Dimensions     | Lieu de conservation | Notes                 |
| ------- | ---------------------------------------------------- | ------------------ | -------------- | -------------------- | --------------------- |
|         | La Bourrasque                                        | entre 1890 et 1930 | 9,8 x 13,8 cm  | Musée Rolin, Autun   | Notice no 01610001831 |
|         | La Cathédrale de Strasbourg vue du château des Rohan | entre 1890 et 1930 | 23,2 x 15,6 cm | Musée Rolin, Autun   | Notice no 01610001830 |
|         | Édifice sous la neige                                | entre 1890 et 1930 | 11,2 x 13,7 cm | Musée Rolin, Autun   | Notice no 01610001812 |
|         | Le Gros horloge, Rouen                               | entre 1890 et 1930 | 24 x 15 cm     | Musée Rolin, Autun   | Notice no 01610001814 |
|         | Marins de la mer du Nord                             | entre 1890 et 1930 | 16 x 12 cm     | Musée Rolin, Autun   | Notice no 01610001811 |
|         | Place de ville en Flandre                            | entre 1890 et 1930 | 51,5 x 68,5 cm | Musée Rolin, Autun   | Notice no 01610001815 |
|         | Les Remparts d'Aigues-Mortes                         | entre 1890 et 1930 | 16,5 x 19 cm   | Musée Rolin, Autun   | Notice no 01610001813 |
|         | La Tamise à Londres (gravure)                        | entre 1890 et 1930 | 49 x 65,4 cm   | Musée Rolin, Autun   | Notice no 01610001817 |
|         | Tour en bordure d'eau                                | entre 1890 et 1930 | 64,5 x 44,7 cm | Musée Rolin, Autun   | Notice no 01610001816 |
|         | Les Chats                                            | 1911               | 62,8 x 47 cm   | Musée Rolin, Autun   | Notice no 01610001247 |
|         | Filles d'Alger                                       | 1911               | 49,7 x 38 cm   | Musée Rolin, Autun   | Notice no 01610001244 |
|         | L'Homme assassiné                                    | 1911               | 52,8 x 41,1 cm | Musée Rolin, Autun   | Notice no 01610001243 |
|         | La Peur                                              | 1911               | 60,5 x 41,8 cm | Musée Rolin, Autun   | Notice no 01610001248 |
|         | La Porte de la mosquée                               | 1911               | 59,7 x 45 cm   | Musée Rolin, Autun   | Notice no 01610001240 |
|         | La Rue du diable 1                                   | 1911               | 53,2 x 35,6 cm | Musée Rolin, Autun   | Notice no 01610001245 |
|         | La Rue du diable 2                                   | 1911               | 49 x 35,7 cm   | Musée Rolin, Autun   | Notice no 01610001246 |